# Rôles d'Oléron
De Rôles d'Oléron waren maritieme wetten gebaseerd op de Consolato del Mare en werden uitgevaardigd door Eleonora van Aquitanië op het Île d'Oléron rond 1160. Vanuit Aquitanië was er een grote wijnexport naar onder andere Engeland en Île d'Oléron nam daarin een belangrijke plaats in. In de Lage Landen werden de wetten bekend als het Waterrecht van Damme.